# 강카르 푼섬
강카르 푼섬(종카어: གངས་དཀར་སྤུན་གསུམ་ Kangkar Punsum 또는 Gangkar Punsum, Gankar Punzum)은 부탄에서 가장 높은 산이다. 높이 7,570m로 등반한 사람이 없는 가장 높은 산의 강력한 후보이다. 티베트과의 국경에 위치한다.  1983년 부탄이 등산을 허용한 이후, 1985년과 1986년에 네 차례의 등반이 시도되었으나 모두 실패했다. 1998년에는 티베트 쪽에서 오른 등반대는 강카르 푼섬의 부속 봉우리 등반에 성공했다. 뜻은 세 사람의 영적 형제의 흰 봉우리이다.

## 역사
강카르 푼섬의 높이는 1922년 처음 측정되었으나, 최근까지 이 지역의 정확한 지도가 만들어지지 않아 지도마다 서로 다른 위치와 높이가 적혀 있었다. 부정확한 지도 때문에 첫 번째 등반대는 산을 찾지 못하기도 했다.
1986년 영국 탐험대의 책에는 산의 높이가 24,770피트(7550m)이며 부탄 국경 안쪽에 있고, 쿨라 캉리는 티베트 국경 안쪽에 있다고 기록했다. 쿨라 캉리는 강카르 푼섬에서 북동쪽을 30km 떨어진 높이 7,554m의 산으로, 지도에 따라 티베트 또는 부탄의 산으로 되어 있다.
1994년 이후, 토착 신앙을 존중하는 의미에서 6000m 이상의 산에 대한 등산이 금지되었고, 2003년에는 모든 등산이 금지되었다. 강카르 푼섬의 미등반 기록은 상당 기간 유지될 것으로 보인다. 강카르 푼섬보다 높은 미등반 봉우리는 독립된 산이 아닌, 다른 높은 산에 부속된 봉우리이다.
1998년 일본의 등반대가 중국 측으로부터 등반 허가를 얻었지만, 부탄과의 정치적 문제로 취소되었다. 대신 1999년 티베트에서 출발해서 7,535m의 리안캉 캉리 (강카르 푼섬 북봉)의 등반에 성공했다. 다른 지도와는 달리 등반대의 보고서에는 리안캉 캉리는 티베트 내부의 봉우리로 되어 있고, 티베트와 부탄의 국경은 "7,570 m인 부탄에서 가장 높은 최고 봉"인 강카르 푼섬의 정상을 지난다고 되어 있다.

## 같이 보기
- 최고 고도순 나라 목록